# Parigi-Camembert 1962
La Parigi-Camembert 1962, ventitreesima edizione della corsa e valida come evento del circuito UCI categoria CB1.1, si svolse il 24 aprile 1962. Fu vinta dall'olandese Piet Rentmeester.

## Ordine d'arrivo (Top 10)
| Pos. | Corridore        | Squadra                  | Tempo |
| ---- | ---------------- | ------------------------ | ----- |
| 1    | Piet Rentmeester | Gitane-Geminiani-Leroux  |       |
| 2    | Seamus Elliott   | St.Raphaël-Helyett       |       |
| 3    | Marc Huiart      | Liberia-Grammont         |       |
| 4    | Marcel Janssens  | St.Raphaël-Helyett       |       |
| 5    | Hubert Ferrer    | Mercier-BP-Hutchinson    |       |
| 6    | André Gislard    | -                        |       |
| 7    | François Mahé    | Pelforth-Sauvage-Lejeune |       |
| 8    | André Le Dissez  | Peugeot-BP               |       |
| 9    | Jo De Haan       | Gitane-Geminiani-Leroux  |       |